# Neuenburg del Rin
Neuenburg am Rhein (Castillo Nuevo del Rin, en francés: Neuchâtel sur le Rhin) es una pequeña ciudad en el suroeste de Baden-Württemberg, Alemania, en el distrito de Brisgovia-Alta Selva Negra.
A 31 de diciembre de 2015 tiene 12 081 habitantes.

## Localización
Está ubicado en la orilla derecha de un viejo meandro del Rin sobre una terraza en medio camino entre Friburgo de Brisgovia y Basilea en Suiza.

## Historia
La ciudad fue fundada en 1175 por Bertoldo IV de Zähringen. En 1219, Federico II Hohenstaufen le otorgó el título de ciudad imperial libre, pero la mayor parte de la ciudad original fue destruida por una inundación del Rin en 1302 y en 1311 se incorporó a la Austria Anterior de la Casa de Habsburgo. Perteneció a los Habsburgo hasta 1806, cuando la reorganización territorial napoleónica la incluyó en el Gran Ducado de Baden. Entre 1971 y 1975, se amplió el territorio de la ciudad con la incorporación de los antiguos municipios de Zienken, Grißheim y Steinenstadt.
|                        |
| Plaza del Ayuntamiento |

|                 |
| Museo Municipal |

|            |
| Vista 1660 |

|           |
| Mapa 1660 |

## Acontecimientos
- En 2022 tiene lugar en Neuenburg la Exposición de Jardinería de Baden-Wurtemberg (Landesgartenschau) en un parque de 41 ha al lado del Rin.[13]